# 大アニメ博覧会
大アニメ博覧会（だいあにめはくらんかい）は、かつて東海ラジオで放送されていたラジオ番組（アニラジ）。

## 概要
パイオニアLDC（以下「LDC」。現ジェネオン・ユニバーサル・エンターテイメントジャパン）単独提供のアニラジ。1993年4月から1994年9月まで毎週金曜22:00 - 22:30にて放送されていた。
LDC関連作品に留まらず、それ以外の作品の話題やその曲が流れる事や、果てはアニメ業界全体に関する話題も飛び出した。
ゲストも声優や歌手、アニメ業界関係者など多岐にわたった。

### パーソナリティー
- 田中公平
- 吉田古奈美

### 番組テーマソング
- 『君こそ我がおたく』（歌：田中公平・吉田古奈美　作詞：山本正之　作曲：田中公平）
  - 名古屋をはじめ全国各地の当時LDCの営業拠点があった場所の様々なリスナーを歌う。この曲を収録したCDシングルが1993年9月25日に発売された（PIDA-1002）。カップリング曲はスポンサーのLDCを賞賛する内容の『太っ腹LDC』。

### 主なコーナー
- 「こんなアニソン、知らなきゃソング」
- 「アニメ改造計画」
- ゲストコーナー

### イベント
- 1993年8月と1994年4月の二度にわたって、愛知県犬山市の日本モンキーパーク内ステージにて公開録音が開催された。

## 関連番組
- 『青春ラジメニア』とは、古くから田中が度々ゲスト出演している事や、両番組の志向性が近い事もあって、『大アニメ博覧会』放送中には両番組との交流も見られ、それはやがて両番組のコラボレーションCDにも発展した（青春ラジメニアの項も参照の事）。
- 東海ラジオでの放送終了後に、ラジオ関西の深夜枠で一度だけ1時間の特番が放送された事があった。
- 東海ラジオドラゴンズガッツナイターの中継カードの大幅延長で水曜日の深夜0:00など何回か放送時間が移動されたケースもあった。